# Liste der Orte in der Gemeinde Boxberg/O.L.
Die Liste der Orte in der Gemeinde Boxberg/O.L. umfasst alle Ortsteile und früheren Gemeinden auf dem Gebiet der Gemeinde Boxberg/O.L. sowie einige Siedlungen ohne Ortsteilstatus.
Zusätzlich ist die Kreiszugehörigkeit von 1952 bis 1994 angegeben, aus der sich die vorherige und nachfolgende Kreiszugehörigkeit ergibt:
| 1816/1825–1947                                                  |                       | 1947–1952                                       |   | 1952–1994/1996    |     | 1994/1996–2008                      |   | seit 2008         |
| Landkreis Hoyerswerda                                           | Landkreis Hoyerswerda | Landkreis Hoyerswerda                           | ← | Kreis Hoyerswerda | → ↘ | Landkreis Kamenz                    |   |                   |
| Landkreis Rothenburg (Ob. Laus.) (ab 1945 Landkreis Weißwasser) | ←                     | Landkreis Weißwasser-Görlitz = Landkreis Niesky | ↙ | Kreis Niesky      | →   | Niederschlesischer Oberlausitzkreis | → | Landkreis Görlitz |
| Landkreis Rothenburg (Ob. Laus.) (ab 1945 Landkreis Weißwasser) | ←                     | Landkreis Weißwasser-Görlitz = Landkreis Niesky | ↖ | Kreis Weißwasser  | ↗   | Niederschlesischer Oberlausitzkreis | → | Landkreis Görlitz |

| deutscher Name | sorbischer Name | Kreiszugehörigkeit (1952–1994) | in der Gemeinde seit |
| -------------- | --------------- | ------------------------------ | -------------------- |
| Bärwalde       | Bjerwałd        | Hoyerswerda                    | 1. Jan. 1998         |
| Boxberg        | Hamor           | Weißwasser                     | –                    |
| Drehna         | Tranje          | Hoyerswerda                    | 1. Okt. 2007         |
| Dürrbach       | Dyrbach         | Niesky                         | 1. Feb. 2009         |
| Eselsberg      | Wósliča hora    | Weißwasser                     | 1. Apr. 1996         |
| Jahmen         | Jamno           | Niesky                         | 1. Feb. 2009         |
| Jasua (†)      | Jazowa          | Niesky                         | 1. Feb. 2009         |
| Kaschel        | Košla           | Niesky                         | 1. Feb. 2009         |
| Klein-Oelsa    | Wolešnica       | Niesky                         | 1. Feb. 2009         |
| Klein-Radisch  | Radšowk         | Niesky                         | 1. Feb. 2009         |
| Klitten        | Klětno          | Niesky                         | 1. Feb. 2009         |
| Kringelsdorf   | Krynhelecy      | Weißwasser                     | 1. Apr. 1996         |
| Merzdorf (†)   | Łućo            | Hoyerswerda                    | 1. Okt. 2007         |
| Mönau          | Manjow          | Hoyerswerda                    | 1. Okt. 2007         |
| Nochten        | Wochozy         | Weißwasser                     | 1. März 1994         |
| Rauden         | Rudej           | Hoyerswerda                    | 1. Okt. 2007         |
| Reichwalde     | Rychwałd        | Weißwasser                     | 1. Jan. 1999         |
| Schöpsdorf (†) | Šepšecy         | Hoyerswerda                    | 1. Okt. 2007         |
| Sprey          | Sprjowje        | Weißwasser                     | 1. Jan. 1974         |
| Tauer          | Turjo           | Niesky                         | 1. Feb. 2009         |
| Thomaswalde    | Domswald        | Niesky                         | 1. Feb. 2009         |
| Uhyst          | Delni Wujězd    | Hoyerswerda                    | 1. Okt. 2007         |
| Wilhelmsfeld   | Wylemocy        | Weißwasser                     | 1. Apr. 1996         |
| Zimpel         | Cympl           | Niesky                         | 1. Feb. 2009         |